# هاري نايكست
هاري نايكست 1889 - 1976 ولد في نيلسبي في السويد والتحق بجامعة داكوتا الشمالية وفي سنة 1914 تحصل على شهادة البكالوريوس في الهندسة الكهربائية وبعدها بسنة حصل على الماجستير من نفس الجامعة، وفي سنة 1917 نال الدكتوراه من جامعة يال، عمل هاري في معامل بل بين الحربين العالميتين وكان نشطا في مجال مكبرات الصوت في الهواتف.
له إسهامات كبيرة في مجال علم التحكم مثل رسم نايكست ومرشح نايكست ومعيار نايكست للاستقرارية وكذلك شعاع نايكست المباشر وأيضا تردد نايكست، توفي سنة 1976 في تكساس بأمريكا التي تقلد جنسيتها.